# Бацманов Олександр Григорович
Олександр Григорович Бацманов (нар. 27 серпня 1977, Лутугине, Луганська область, УРСР) — український футболіст, півзахисник.

## Життєпис
Вихованець луганської «Зорі», де його тренував Юрій Робочий. У 1992 році став гравцем лутугинського клубу МАЛС з чемпіонату Луганської області. У складі команди став переможцем обласної першості сезону 1992/93 років. З наступного сезону команда змінила назву на «Металург». Влітку 1995 року перейшов в луганську Зорю-МАЛС. У чемпіонаті України провів один матч, 29 липня 1995 року проти тернопільської «Ниви» (1:3). Потім Бацманов повернувся в лутугинський «Металург». У 1996 році грав за ровеньський «Шахтар». У 1997 році став переможцем Кубку Луганської області. Востаннє зіграв у складі «Металурга» грав у 2006 році.